# 芦淞大桥
芦淞大桥（又名株洲五桥）位于湖南省株洲市，连接该市的芦淞区和天元区的跨越湘江的三跨拱梁钢构桥，同时是株洲市的第五座跨越江大桥。主桥总长1821米，宽33米，双向6车道设计，总投资7.26亿元。该桥于2008年5月开工建设，2010年12月26日建成通车。
2024年9月23日7时，芦淞大桥上发生一起多车碰撞的道路交通事故，造成6人死亡7人受伤，直接经济损失约829万元。